# Phare de Gonçalo Velho
Le phare de Gonçalo Velho est un phare situé sur la pointe de Ponta do Castelo, dans la freguesia de Santo Espírito de la municipalité de Vila do Porto, sur l'île de Santa Maria (Archipel des Açores - Portugal).
Il est géré par l'autorité maritime nationale du Portugal à Oeiras (Grand Lisbonne).

## Histoire
Bien que sa position soit déjà mentionnée dans le « Plan général de signalisation maritime de 1883 », le phare n'a commencé à fonctionner que le 15 novembre 1927. Si tous les phares de l'archipel ont reçu leur nom en fonction du lieu où ils ont été installés, celui-ci s’appellerait phare de Ponta do Castelo.
Le 3 mars 1930, il a été rebaptisé phare de Gonçalo Velho, du nom de l'explorateur portugais Gonçalo Velho Cabral. Peu de temps après, en 1934, une deuxième habitation fut érigée parce qu'on considérait qu'une équipe de deux gardiens de phare était insuffisante pour son fonctionnement.
Il a subi de nouveaux travaux de rénovation de 1953 à 1955 pour la construction d'une salle des machines et d'un réservoir d'essence. En 1957, il a été électrifié par le montage des groupes électrogènes, transformant ainsi la source lumineuse en une lampe de 3.000W/120V.
En juin 1988, il a été automatisé avec un système conçu par la direction des phares, en changeant la lampe par une halogène à quartz de 1.000W/120V. La même année, il a été installé un système de surveillance du phare des Formigas, constitué par une télécommande radio. Cependant, en raison de son manque de fiabilité, ce système a été abandonné en 1989.
En 1990, la lanterne est devenue de type aéro-maritime avec des vitres. Plus récemment, le 21 novembre 1991, il a été raccordé au réseau électrique public.
Ce phare est géré par trois gardiens de phare en résidence. Il est visitable le mercredi après-midi.

## Caractéristiques
C'est une station de signalisation maritime constituée d'une tour carrée, avec galerie et lanterne, de 14 m de haut, attachée aux habitations rectangulaires des gardiens du phare. On y accède par une rampe pour véhicules, sur le même axe d'accès des piétons. Le bâtiment est blanc, avec des toits en terrasse ou en tuile rouges, et la lanterne est peinte en rouge.
Il est équipé d'un grand réflecteur rotatif à lentille de Fresnel de 3e ordre, d'une distance focale de 500 millimètres. Il émet 3 éclats blancs, sur une période de 13 secondes, et il a une portée de 25 milles nautiques (environ 46 km).
Identifiant : ARLHS : AZO09 ; PT-680 - Amirauté : D2632 - NGA : 23664.
|                  |
| Ponta do Castelo |

|             |
| La lanterne |

### Lien connexe
- Liste des phares des Açores